# Saint-Antoine-sur-l'Isle
Saint-Antoine-sur-l'Isle è un comune francese di 542 abitanti situato nel dipartimento della Gironda nella regione della Nuova Aquitania.

## Società

### Evoluzione demografica
Abitanti censiti